# Route nationale 9 (Algérie)
Pour les articles homonymes, voir Route nationale 9.
La Route nationale 9 (N9) est une route nationale algérienne, elle relie Béjaïa à Sétif.

## Historique
Elle est érigée en 1879.

## Parcours
La route nationale 9 (RN9) démarre à Béjaïa au niveau du port, enjambe la rivière Soummam puis traverse le quartier Sidi Ali Lebhar jusqu’au croisement avec la route nationale 75 (RN75) qui la dédouble jusqu’à Sétif. 
Elle entame par la suite un virage serré longeant l’aéroport et passe devant une université et un camp militaire. Elle passe en voie rapide à 2x2 voies et file plein est sur le littoral en longeant la baie de Béjaïa et en desservant les plages de la commune de Boukhelifa. La route traverse le centre de Tichy et poursuit son trajet en voie rapide vers Aokas en passant à proximité de quartiers résidentiels et traversant une montagne par un tunnel abritant la grotte féerique d’Aokas. 
La route continue son trajet en voie rapide vers l'est en traversant la plaine jusqu’à Souk El Tenine où elle se sépare de la mer en croisant la route nationale 43 (RN43) en direction de Jijel. 
Elle descend vers le sud, passe en 2x1 voie et longe les monts Babors par la vallée de l’Oued Agrioun enchaînant les virages serrés et desservant quelques petits villages jusqu’à Darguina. La route passe à proximité des Cascades de Kefrida et arrive dans la commune Taskriout. S’ensuit une traversée de la rivière par un viaduc et des gorges de Kherrata par un tunnel long de 6 kilomètres jusqu’à la commune éponyme.
La route longe ensuite le barrage Ighil Emda au sud de la commune, passe au-dessus de la rivière de Laanassare, croise la RN 9A (RN9A) qui mène à Draâ El-Kaïd puis enchaîne les montées et les virages jusqu’à la frontière avec la wilaya de Sétif où elle passe en 2x2 voies.
Passée la frontière, la route enchaîne les virages et traverse la commune de Tizi N'Bechar. Elle passe ensuite à proximité du barrage Bouchitat puis arrive à Amoucha. Sur 10 kilomètres, la route se dédouble avec deux sections à 2 fois 1 voie dont une sert de raccourci et d’évitement du village d’Ouled Faid pour le trafic de transit jusqu’à la commune d’Ouled Addouane. À partir de là, la route marque son entrée dans les Hauts Plateaux.
La route continuant toujours vers le sud passe ensuite en voie rapide et arrive sur la commune d’El Ouricia où elle croise la RN 9B(RN9B) qui mène à Beni Aziz.
La route continue de descendre vers le sud et arrive finalement à Sétif en recroisant la RN 75 (RN75) au nord de la commune sur un rond-point ainsi que la rocade en direction de l’Autoroute Est-Ouest (A2).